# Bellinghausen (Adelsgeschlecht)

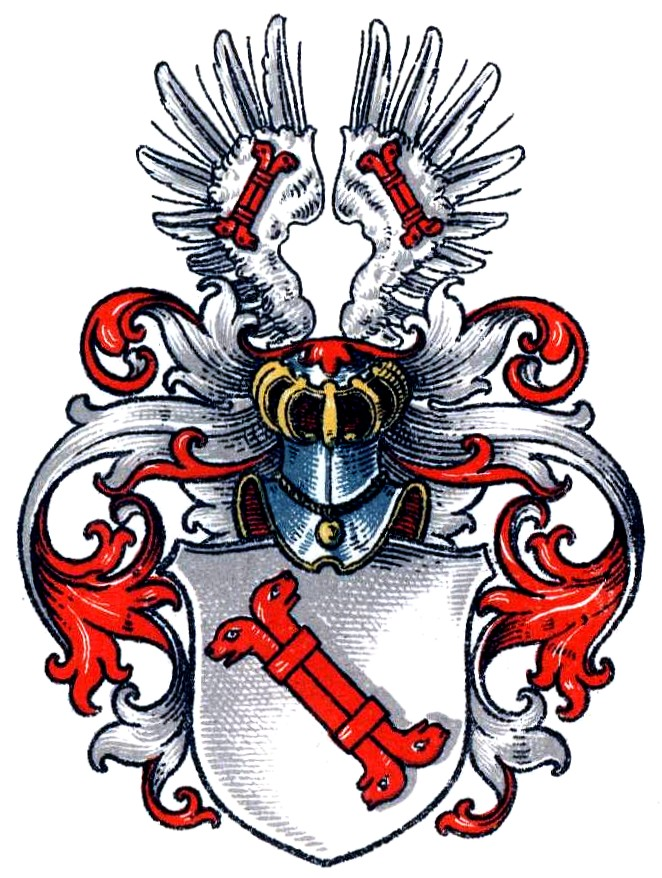
Wappen derer von Bellinghausen

Die Herren von Bellinghausen waren ein altes bergisches Adelsgeschlecht.

## Geschichte
Die von Bellinghausen hatten ihren Namen wahrscheinlich von einem Hof Bellinghausen im Kirchspiel Oberpleis und kamen zuerst 1348 mit Wilhelm von Bellinghausen vor. Dem Wappen nach ist das Geschlecht eines Stammes mit denen von Hanxleden/Hanxlar. Die Familie saß u. a. auf Burg Alt-Bernsau und Haus Sülz.
Das Geschlecht erlosch um 1700. Name und Wappen kamen an die Familie von Münch, da Christian Georg von Münch, kurtrierscher Amtmann zu Numegen, mit Elisabeth von Bellinghausen, Letzte der Familie von Bellinghausen, vermählt war. Die Familie von Münch nannte sich nun „Münch von Bellinghausen“.

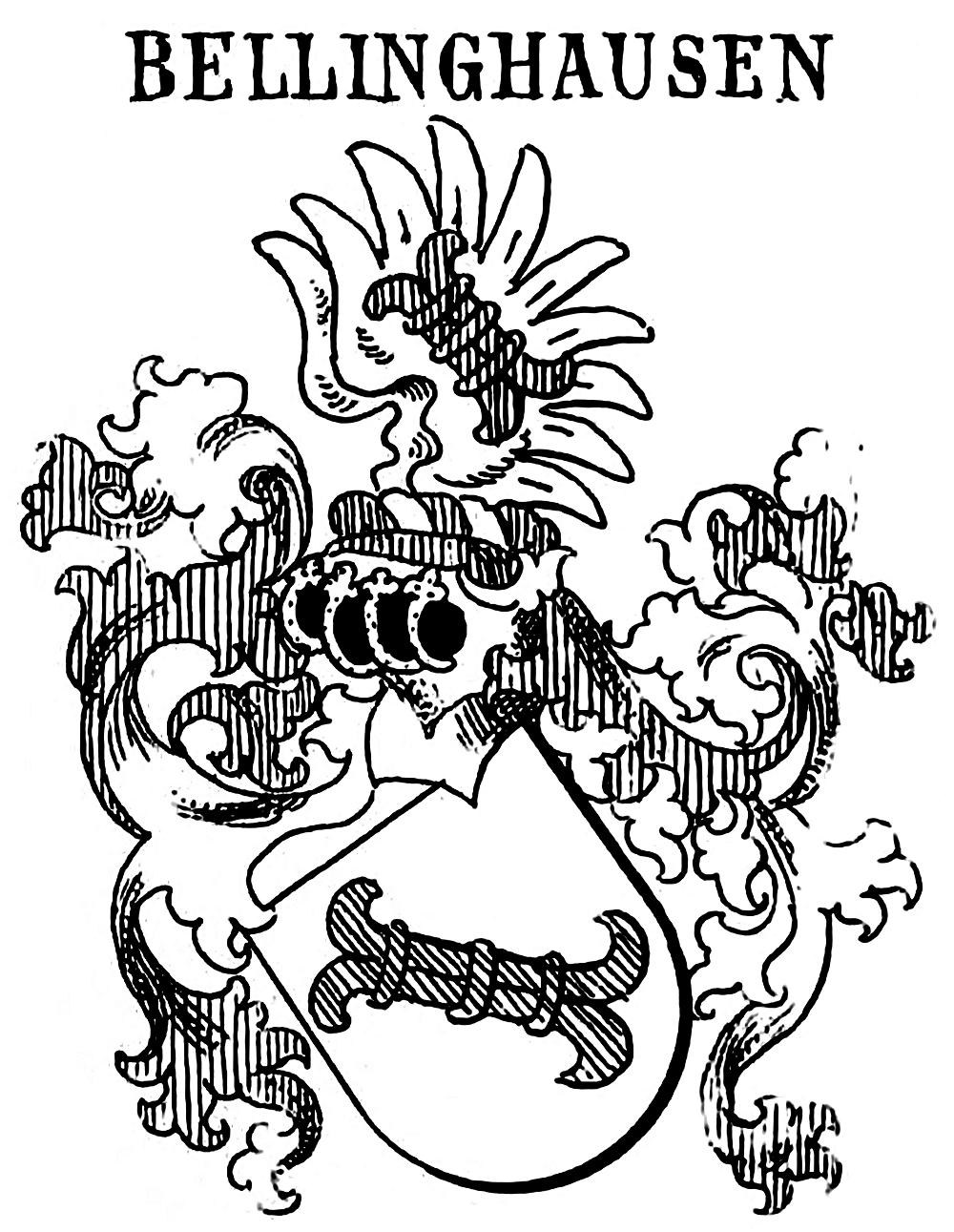
Wappen derer von Bellinghausen in Siebmachers Wappenbüchern

## Wappen
In Silber schrägrechts liegender roter Maueranker. Auf dem Helm ein offener silberner Flug je mit dem Anker belegt. Die Helmdecken sind rot-silber.

## Persönlichkeiten
- Christoph von Bellinghausen (1641–1696), 1678–1696 gefürsteter Abt von Corvey.